# Tomaž Dolinar
Tomaž Dolinar (tudi Dolliner), slovenski pravnik in pedagog, * 12. december 1760, Dorfarje, † 15. februar 1839, Dunaj.

## Življenjepis
Tomaž Dolinar je po končani gimnaziji in študiju filozofije v Ljubljani leta 1776 odšel na Dunaj, kjer je nadaljeval študij prava in 1788 doktoriral. Po doktoratu je poučeval  na dunajski Orientalski akademiji in Terezijanski viteški akademiji ter na dunajski univerzi, sprva občasno kot namestnik, od 1805 do 1830 pa redno kot profesor cerkvenega prava.

## Delo
Dolinar je kot pisec strokovnih besedil najprej obravnaval fevdalno in državno pravo; pri tem se je vse bolj posvečal zgodovini, največ področju kanonistike, nazadnje pa ureditvi zakonske zveze v Avstrijskem cesarstvu po tedaj veljavnem pravu. Na to temo je napisal Priročnik zakonskega prava v Avstriji (Handbuch des in Osterreich geltendes Eherechtes I-II, 1813, 1848). Zlasti s tem priročnikom si je pridobil velik ugled. Dolinarjeva rokopisna zapuščina je s pomočjo J. Kopitarja prešla v ljubljansko licejsko knjižnico.